# ФК Урал
ФК Урал (рус. Футбольный клуб Урал) је руски фудбалски клуб из Јекатеринбурга, који се такмичи у Премијер лиги Русије. Своје утакмице игра на Централном стадиону са капацитетом од 35.000 места.